# Грантон (Висконсин)
Грантон (енгл. Granton) град је у америчкој савезној држави Висконсин.

## Демографија
По попису из 2010. године број становника је 355, што је 51 (-12,6%) становника мање него 2000. године.
| Група             | 2000.       | 2010.       |
| Белци             | 397 (97,8%) | 347 (97,7%) |
| Афроамериканци    | 3 (0,7%)    | 0 (0,0%)    |
| Азијати           | 2 (0,5%)    | 2 (0,6%)    |
| Хиспаноамериканци | 1 (0,2%)    | 4 (1,1%)    |
| Укупно            | 406         | 355         |